# Mortoniodendron apetalum
Mortoniodendron apetalum är en malvaväxtart som beskrevs av Al.Rodr.. Mortoniodendron apetalum ingår i släktet Mortoniodendron och familjen malvaväxter. Inga underarter finns listade i Catalogue of Life.